# Solosancho
Solosancho è un comune spagnolo di 1 062 abitanti situato nella comunità autonoma di Castiglia e León.